# IY Большого Пса
IY Большого Пса (лат. IY Canis Majoris), HD 45871 — двойная затменная переменная звезда (E:) в созвездии Большого Пса на расстоянии (вычисленном из значения параллакса) приблизительно 863 световых лет (около 265 парсеков) от Солнца. Видимая звёздная величина звезды — от +5,72m до +5,64m. Возраст звезды оценивается как около 42 млн лет. Орбитальный период — около 0,5583 суток (13,4 часов).

## Характеристики
Первый компонент — бело-голубая Be-звезда спектрального класса B4Ve или Be. Масса — около 6 солнечных, радиус — около 6,3 солнечных, светимость — около 317 солнечных. Эффективная температура — около 20000 К.
Второй компонент удалён на 1,3 угловых секунды.